# Musikerwohnhaus Bienenstrasse
Das Musikerwohnhaus Bienenstrasse ist eine aus zwei Mehrfamilienhäusern bestehende Überbauung hinter der Busgarage Hardau im Kreis Aussersihl in Zürich.

## Bauwerk
Die Überbauung steht südlich der Busgarage an der Bienenstrasse im Quartier Hard. Das vom Schweizer Architekten Miroslav Šik ab 1992 entworfene Wohnhaus besitzt eine spezielle Schallisolation, sodass Musiker von Morgens bis Abends, ohne andere Bewohner zu stören, üben können.
In dem speziell für Musiker errichteten Häusern sind 20 Wohnungen, 10 Musikzimmer und zwei Übungsräume für Ensemble untergebracht. Die Grösse der Wohnungen reicht von 46 m² grossen 1-Zimmer-Wohnungen bis zu 107 m² grossen 4 ½-Zimmer-Wohnungen.
Für die Kunst am Bau gestaltete der Zürcher Künstler Roland Fässer an den vergitterten Treppenhäuser 24 Fabelwesen, diese «Musiktiere» sind Mischwesen aus Musikinstrumenten und Tierfiguren. Sie illustrieren den besonderen Zweck der Anlage. Bauherr war die Stadt Zürich und Gartenarchitekt Marcel Fürer. Das Haus wurde fotografisch von Christian Kerez dokumentiert. Im Jahr 1997 erhielt Miroslav Šik für das speziell auf Musiker errichtete Wohnhaus den Hasen in Bronze.